# Kapurthala
Kapurthala là một thành phố và là nơi đặt hội đồng đô thị (municipal council) của quận Kapurthala thuộc bang Punjab, Ấn Độ.

## Địa lý
Kapurthala có vị trí 31°23′B 75°23′Đ / 31,38°B 75,38°Đ Nó có độ cao trung bình là 225 mét (738 feet).

## Nhân khẩu
Theo điều tra dân số năm 2001 của Ấn Độ, Kapurthala có dân số 84.361 người. Phái nam chiếm 55% tổng số dân và phái nữ chiếm 45%. Kapurthala có tỷ lệ 65% biết đọc biết viết, cao hơn tỷ lệ trung bình toàn quốc là 59,5%: tỷ lệ cho phái nam là 67%, và tỷ lệ cho phái nữ là 62%. Tại Kapurthala, 11% dân số nhỏ hơn 6 tuổi.
https://ur.wikipedia.org/wiki/%DA%A9%D9%BE%D9%88%D8%B1_%D8%AA%DA%BE%D9%84%DB%81